# 劉道仁
刘道仁（1870年—？），即刘赓云，字伯刚、一字百刚，湖北沔阳人。中国民主革命家，中华民国政治人物。

## 生平
清朝同治九年（1870年），刘道仁生于湖北沔阳州。他曾入两湖书院，为廪贡生。后来湖广总督张之洞选派他以湖北官费到日本留学，入成城学校、日本陆军士官学校中华队第一期步兵科，后来到日本近卫步兵第四联队任见习士官，其间参与编辑刊物《湖北学生界》。
孙中山到日本发展兴中会组织时，刘道仁和吴禄贞、傅慈祥、万廷献等加入兴中会，后来他还和留日学生组织励志会。1902年，他毕业归国，任湖北武普通中学堂监学，其间加入中国同盟会，后随铁良到北京，任练兵处储材科监督，后来补副参领，1909年开去副参领缺，以郎中候补，后来补民治司郎中，捐奖花翎，俟得四品后赏给二品顶戴，补授广东巡警道，1910年任钦选各部院衙门官资政院议员，1911年任内务部疆理司长。
中华民国成立后，他曾任南京临时参议院议员，1912年6月参加在北京成立的辛亥俱乐部，1913年1月4日任宜昌关监督，11月9日任湖南宜昌交涉员，1914年5月6日任湖北沙市交涉员，1915年10月17日任特派湖南交涉员，1916年5月12日免职，1917年1月9日任内政部卫生司司长，1919年1月9日中央防疫处成立后兼任处长，1920年12月25日任荆南道尹，1921年12月3日调任江汉道尹。